# Kazuo Saito
Kazuo Saito (japonsko 斉藤 和夫), japonski nogometaš in trener, 27. julij 1951.
Za japonsko reprezentanco je odigral 32 uradnih tekem.